# Тупеговская
Тупеговская — деревня в сельском поселении Объячево Прилузского района Республики Коми.

## Общая информация
Находится поселок в 500 метрах от Объячево и стоит на лесной реке Ожин. Посёлок находится в 5 км от реки Луза. В Тупиговской имеются несколько улиц: Мира, Тупиковская и Западная.
За деревней находится Объячевское кладбище.

## Население
| 2010 |
| ---- |
| 144  |

## Инфраструктура и транспорт
Через деревню ходит Объячевская маршрутка, из-за этого в деревне две остановки общественного транспорта.
В деревне есть один продуктовый магазин, церковь и детская площадка.
Асфальтовое покрытие только на улице Мира, а на остальных проездах и улицах — песок.